# Sant Roc del Serrat de Nespla
Sant Roc del Serrat de Nespla és una capella de Sant Pere de Torelló (Osona) protegida com a Bé Cultural d'Interès Local.

## Descripció
Capella dedicada a Sant Roc i situada a frec del camí ral de Sant Pere de Torelló a Vidrà. És de petites dimensions, de nau única. La façana es troba orientada a ponent i la capçalera, sense absis, a llevant. L'interior és cobert amb volta i presenta una fornícula on hi ha una imatge de Sant Roc a la part de l'altar. Al davant de la façana, que ostenta un portal d'arc de mig punt amb un pedrís a cada banda, hi ha un atri cobert a dues vessants seguint la cobertura de la nau. Sobre el carener i a nivell del portal s'eleva un petit campanaret d'espadanya, la campana del qual es conserva al mas Serrat. És construïda amb pedra sense polir excepte els elements de ressalt, que són de pedra tallada.

## Història
Situada a l'indret conegut per Serrat de Nespla, sobre un cim de 730 m d'altitud, els veïns de l'ajuntament de Masies de Torelló, ajudats pels devots de la vila, feren construir la capella amb motiu de la pesta de còlera de 1848 (?). Malgrat aquestes notícies recollides a la bibliografia consultada, aquesta data és qüestionable, ja que la campana de l'ermita, conservada al mas Serrat, duu la inscripció següent: ME FEREN PER SANT ROC AÑO 1698 FOREN PADRINS FRANCESC SERRAT I MADRONA. Això fa pensar que fou construïda per la pesta, però no la del segle xix sinó la del XVII. Cal remarcar que l'atri s'hi construí l'any 1901 segons data constructiva que ostenta ell mateix.